# Mehrfachbehinderung
Unter einer Mehrfachbehinderung versteht man das gleichzeitige Vorhandensein mehrerer Behinderungstypen, z. B. das gemeinsame Vorliegen einer Körperbehinderung und einer kognitiven Behinderung.
Mehrfachbehinderte Menschen bedürfen oft von Geburt an einer besonderen Betreuung, Begleitung und Unterstützung ihrer Entwicklung, wie sie z. B. durch Angebote der Frühförderung geleistet wird. Ab dem Schuleintritt sind häufig weitere spezielle Hilfen erforderlich. Diese werden den betroffenen Kindern zum Teil in besonderen Schulformen, zum Teil auch integrativ in Regelschulen geboten. Neben pädagogischem Personal (Lehrer) haben die Träger der Schulen auch Pflegekräfte und medizinisch-therapeutische Fachkräfte zur Verfügung. Häufig übernehmen Frauen und Männer im Berufsvorbereitenden Sozialen Jahr (BSJ) Assistenzaufgaben.
Die Zahl der Kinder mit Mehrfachbehinderung steigt seit einigen Jahren an. An den oben genannten Schultypen waren bereits Anfang der 2000er Jahre zwischen 30 und 40 Prozent der dort lernenden Kinder mehrfachbehindert.
Die Anliegen, deren Realisierung ein Ziel von Menschen mit unterschiedlichen Mehrfachbehinderungen und deren Familien und Freunden ist, lassen sich zusammenfassen in den Leitgedanken:
- Soziale Teilhabe statt Pflege
- Überlegte Planung statt Barrierenerrichtung
- Achtung und Respekt statt Diskriminierung
- Integrierte Teilhabe statt vorgeburtliche Selektion und gesellschaftlich-institutionelle Ausgrenzung